# 上海恒隆广场
恒隆广场（Plaza 66）是一栋位于上海市静安区南京西路1266号的摩天大楼及商業綜合體，介乎陕西北路与西康路之间。大楼地上66层，288米，地下3层，裙房5层，占地30788平方米。恒隆广场一座建于1994年至2001年间，目前是上海第7高的摩天大樓。设计师为KPF建筑事务所，流线型玻璃主体建筑，于2001年建成时是上海浦西地区的第一高楼，直至2006年被上海世茂国际广场超越。恒隆广场自落成起就保持静安区第一高楼的头衔长达10年，至2010年被同為静安区的会德丰国际广场超越。

## 二期
恒隆广场二期建于2003-2006年，高228.2米，共46层。是上海第33高的摩天大楼。

## 购物中心
购物中心于2001年6月20日开始营业、7月14日正式开幕。商场于2015年开始逐步进行翻新工程，至2017年年初完工。购物中心有5层楼面，面积为5.5万平方米，集中了一批世界知名时尚品牌的旗舰店，包括Bvlgari、Cartier、Chanel、Dior、Escada、Fendi、Hermes、Louis Vuitton、Prada、Versace、思琳等。恒隆广场东侧的中信泰富广场、梅龙镇广场亦均为高尚购物中心，俗称「梅泰恒」金三角。恒隆广场西侧的上海商城、对面的上海展览中心，都属于上海的标志性建筑。
恒隆广场常年位列上海奢侈品销售市场第二名，仅次于浦东的国金中心。

## 交通
- 上海轨道交通
  - 2号线、12号线、13号线︰南京西路站
  - 2号线、7号线、14号线︰静安寺站

## 图片

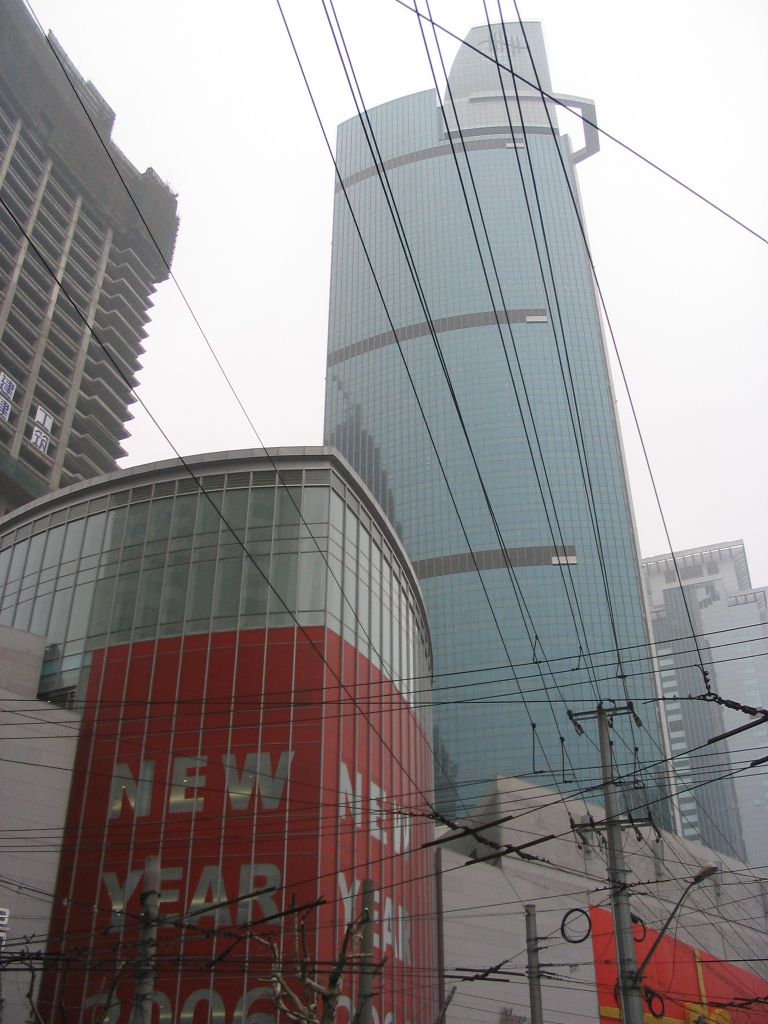
2006年的恒隆广场一座及在建的二座（圖左）
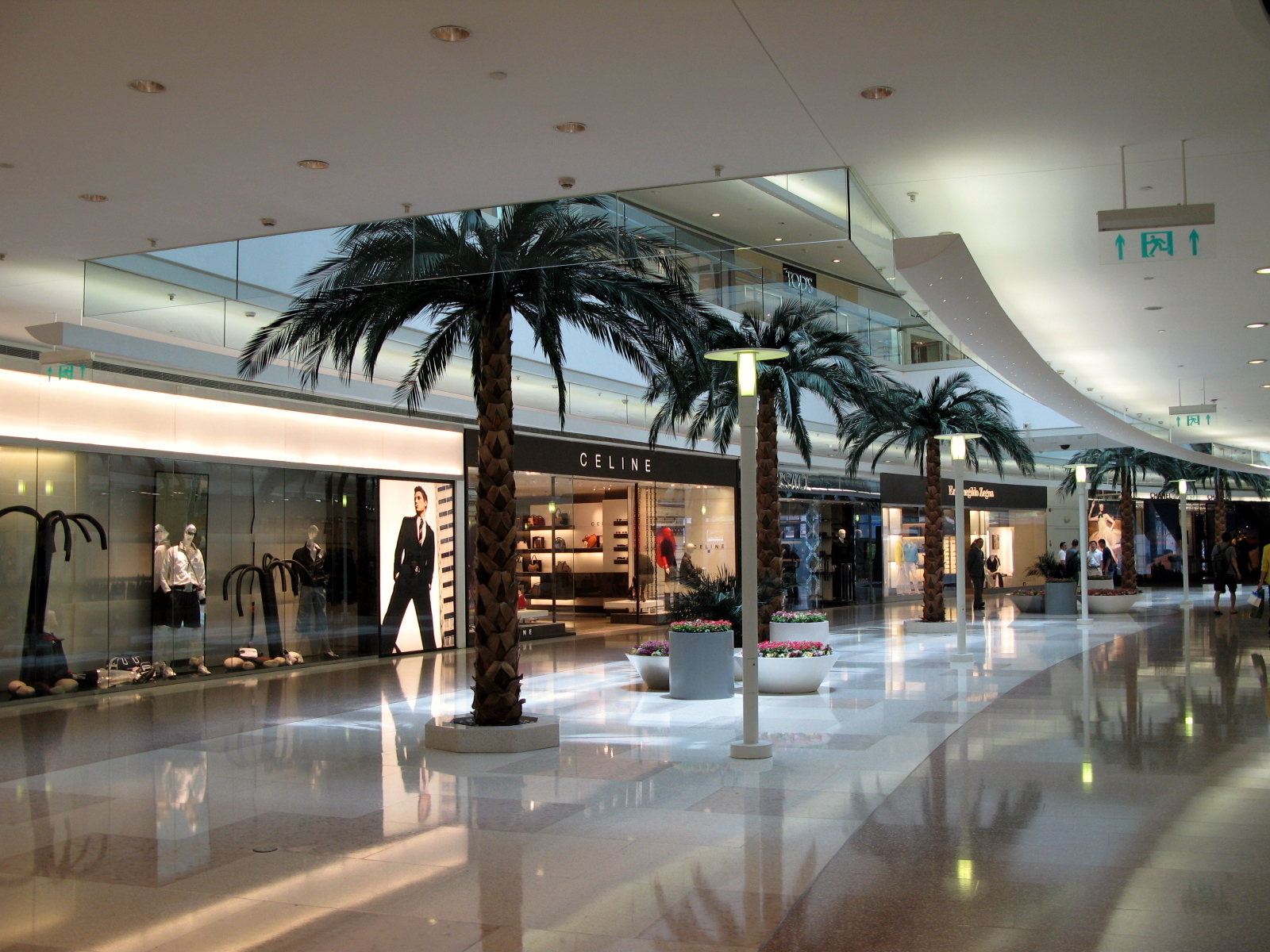
商場匯集不少世界知名时尚品牌商店
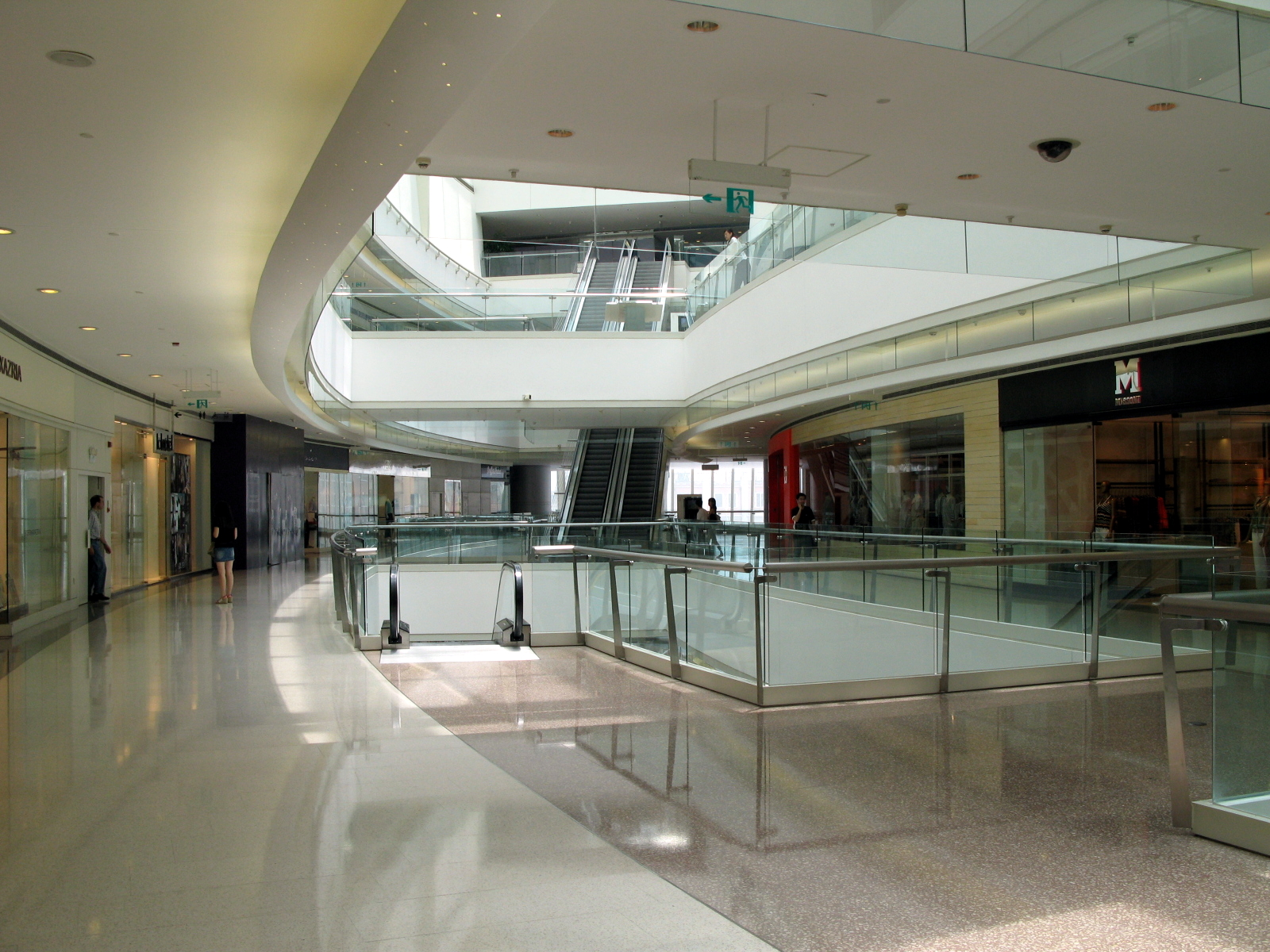
商場內部
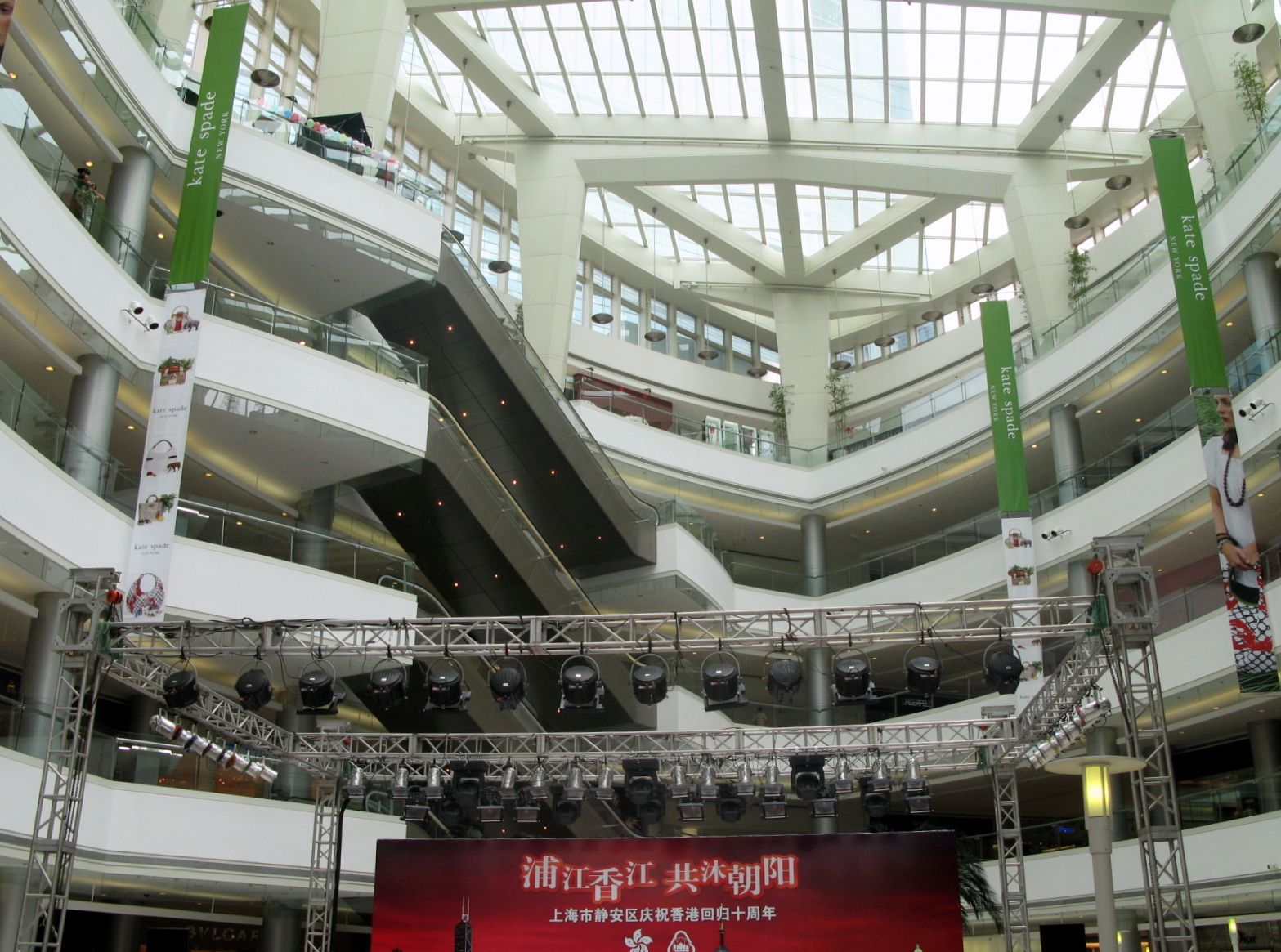
购物中心中庭
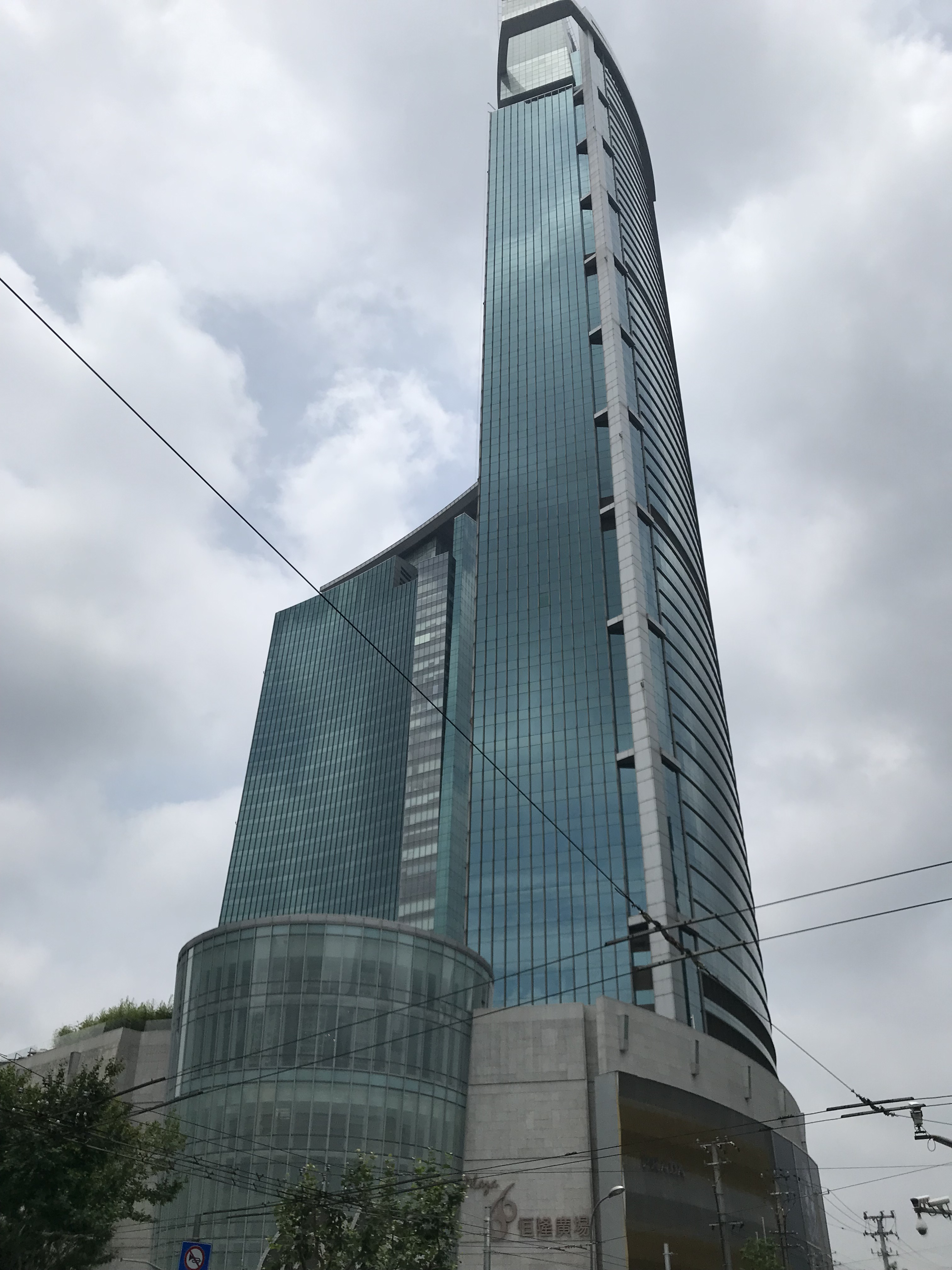
2019年的恒隆广场

## 其他
2003年热门电视剧《粉红女郎》部分桥段于恒隆广场取景，包括剧中角色万人迷所扮演的化妆品柜姐、男人婆所扮演的清洁工及万人迷与余露购买钻石的桥段。